# Geomitra moniziana
Geomitra moniziana е вид коремоного от семейство Hygromiidae. Видът е застрашен от изчезване.

## Разпространение
Разпространен е в Португалия (Мадейра).